# Santo Tomé de Zabarcos
Santo Tomé de Zabarcos es un municipio de España perteneciente a la provincia de Ávila, en la comunidad autónoma de Castilla y León. Cuenta con una población de 71 habitantes (INE 2024).

## Símbolos
Destacan el escudo y la bandera.
 En el libro realizado en el año 2002 a partir de las fotografías aportadas por sus habitantes aparecen también los escudos de los apellidos Santo Tomé y Zabarcos. El escudo heráldico y la bandera que representan al municipio fueron aprobados oficialmente el 3 de junio de 2005. El escudo se blasona de la siguiente manera:

«Escudo de forma española. De Sinople, Tres Espigas de Oro puestas dos en aspa y una central en palo; Bordura componada de gules, cargado de torres de oro, y plata. Al timbre, Corona Real de España.»
Boletín Oficial de Castilla y León nº 139 de 19 de julio de 2005

La descripción textual de la bandera es la siguiente:

«Bandera de dimensiones 2:3, tercia al asta. Al batiente, componado de Rojo (o gules) y Blanco (o plata), estando cargados los escaques de rojo de torre amarilla (u oro); terciada al asta, de verde (o sinople), tres espigas de oro puestas dos en aspa y la central en palo.»
Boletín Oficial de Castilla y León nº 139 de 19 de julio de 2005

## Geografía
Esta pequeña localidad se encuentra en el noroeste de la provincia de Ávila, a 30 km de la capital provincial en dirección a Salamanca. Emplazada en la comarca denominada La Moraña. Se encuentra regado por los ríos Zapardiel y Arevalillo, ambos de poco caudal, sometidos a estiaje estival, llegando a secarse sus cauces en verano, pero que a su paso recorren arboledas y prados. La localidad está situada a una altitud de 959 m s. n. m.
El término municipal de Santo Tomé limita con los vecinos: al norte con Albornos, al noreste, este y sureste con San Pedro del Arroyo, al sur con Villaflor, al suroeste con Brabos, al oeste con Sigeres y al noroeste con Muñogrande. Todos ellos de la Moraña abulense.
| Noroeste: Muñogrande | Norte: Albornos | Noreste: San Pedro del Arroyo |
| Oeste: Sigeres       |                 | Este: San Pedro del Arroyo    |
| Suroeste: Brabos     | Sur: Villaflor  | Sureste: San Pedro del Arroyo |

### Clima
Posee un clima continental.

### Naturaleza
Fauna
Entre las aves se pueden encontrar gorrión doméstico, avutarda común, perdiz roja o cigüeña blanca, y mamíferos como jabalí o zorro.
Flora
Entre otras muchas plantas aparecen nomeriendes.

## Historia

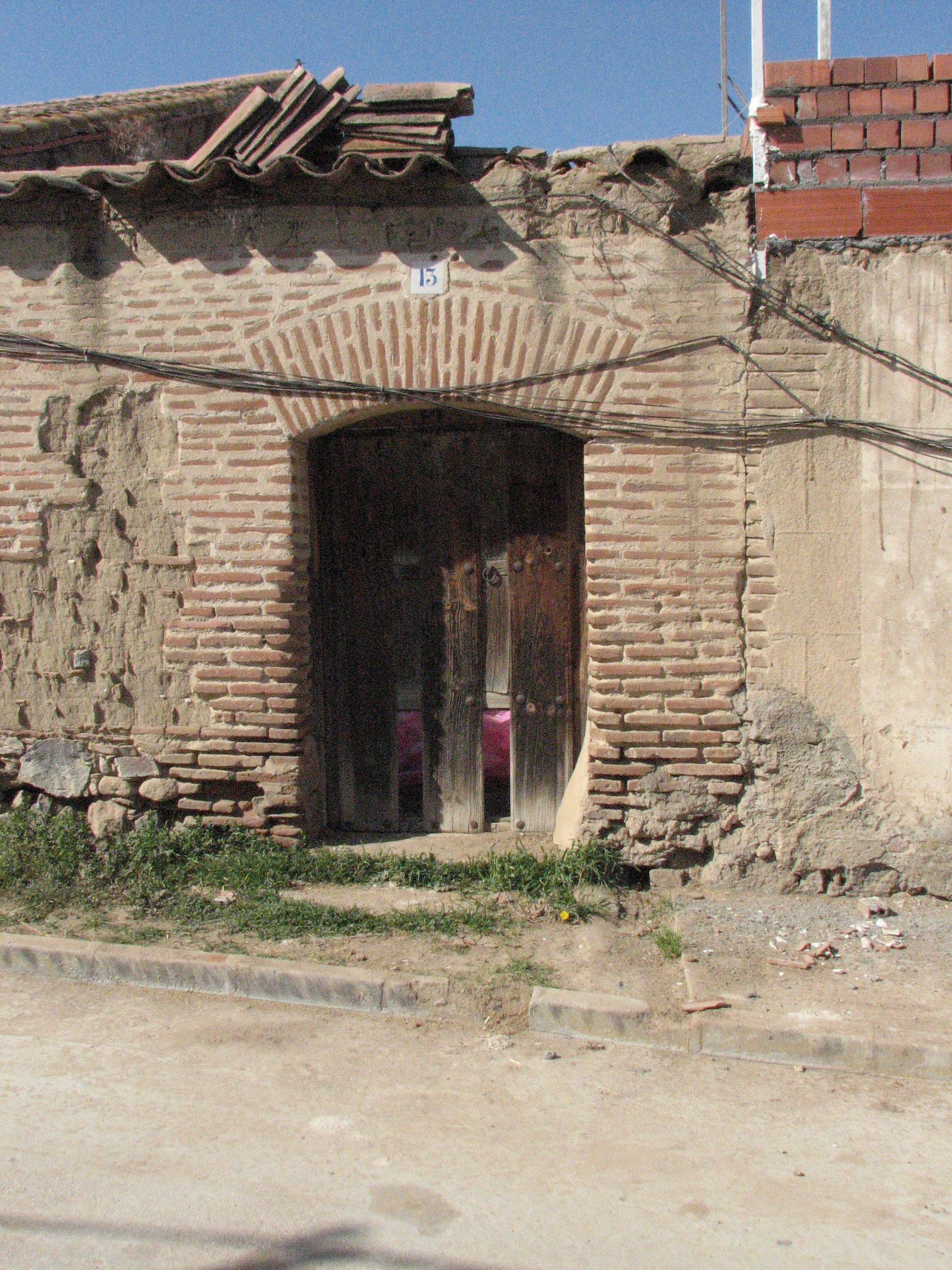
Puerta de madera con dintel y jambas de ladrillo árabe.

Existe documentación de finales del siglo XII que hace referencia a un lugar cuyo topónimo rezaba Azuvercas, más tarde Zabarcos.
Sin embargo, Azubercas o Zabarcos no constituyó el único enclave de población de tal nombre en el territorio abulense medieval. Por el censo de consignación de rentas del obispado de Ávila en el siglo XIII existían dos topónimios distintos, uno la misma aldea de Santo Thomé de Ezevarcos de la tierra de Ávila (una de las ochenta y dos poblaciones del cabildo de Moranna o Moraña), y otro segundo, la aldea de Ezeciercas, en el cabildo de Pajares.
Sin embargo, existen dudas sobre que el emplazamiento originario de la mencionada aldea coincida geográficamente con la localización actual del municipio de Santo Tomé de Zabarcos. Al parecer, existía cierto despoblado sito «en el término de Santo Tomé de Zabarcos», entre el río Arevalillo y la carretera de San Pedro del Arroyo, «donde aún quedan restos, y las vasijas se llevaron al museo de Ávila y, ya en 1183, la población se trasladó al actual enclave de la población».

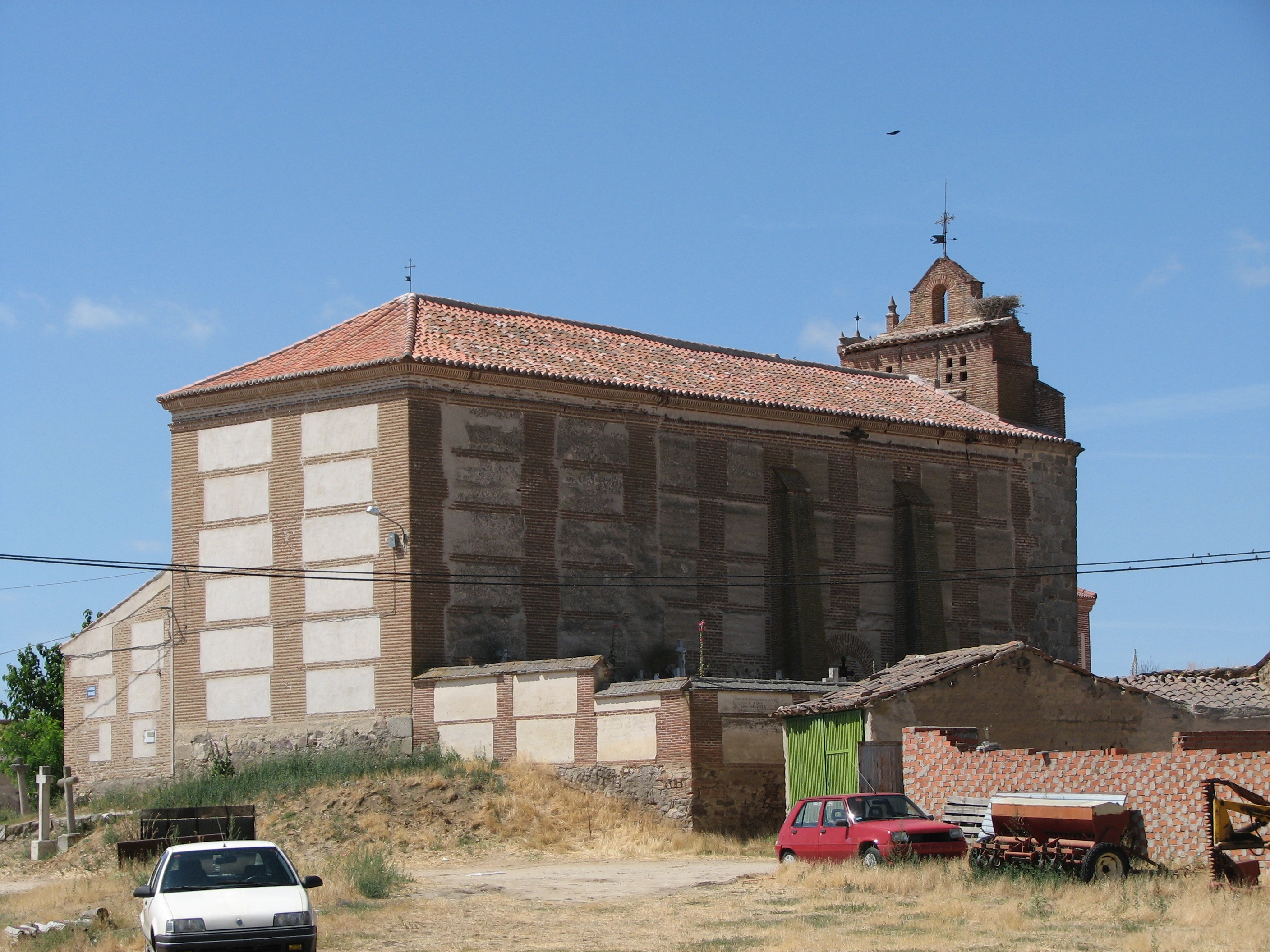
Iglesia de Santo Tomé de Zabarcos Vista Oeste: Fachada trasera y cementerio anexo

## Demografía
Santo Tomé de Zabarcos cuenta con una población de 71 habitantes (INE 2024).
| Gráfica de evolución demográfica de Santo Tomé de Zabarcos entre 1842 y 2021                                          |
| |
| Población de derecho según los censos de población del INE. Población de hecho según los censos de población del INE. |

## Economía

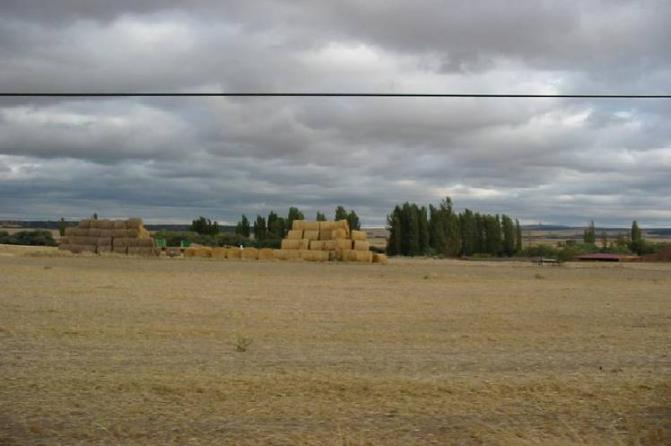
Llanura de La Moraña con alamedas al fondo

La economía de la localidad está dominada principalmente por el sector primario: agricultura y ganadería. Ha sido históricamente, y continúa siendo, la ocupación mayoritaria de sus habitantes. Sin embargo, a pesar del relativo pequeño tamaño del municipio respecto a los de sus alrededores, han convivido también numerosos oficios del sector secundario: industria y del sector terciario: servicios.
Como representantes del sector secundario cabe destacar que existieron en el municipio al menos tres molinos funcionando al mismo tiempo y en activo hasta mediados del siglo XX. Existió un tejar, donde se fabricaba la típica teja árabe usada en las construcciones de la zona a partir de los materiales del lugar. También había una fragua, que mantuvo su actividad desde principios del siglo XX hasta los años 1990. Por último dos hornos de panadería continúan su actividad, con hornos de leña para pan, bollería y pastelería típica de la zona, así como para asados de cordero y cochinillo lechal. Se situó en el municipio una distribuidora de gas butano (la principal fuente de energía, junto con la eléctrica, usada en todos los municipios de la zona).

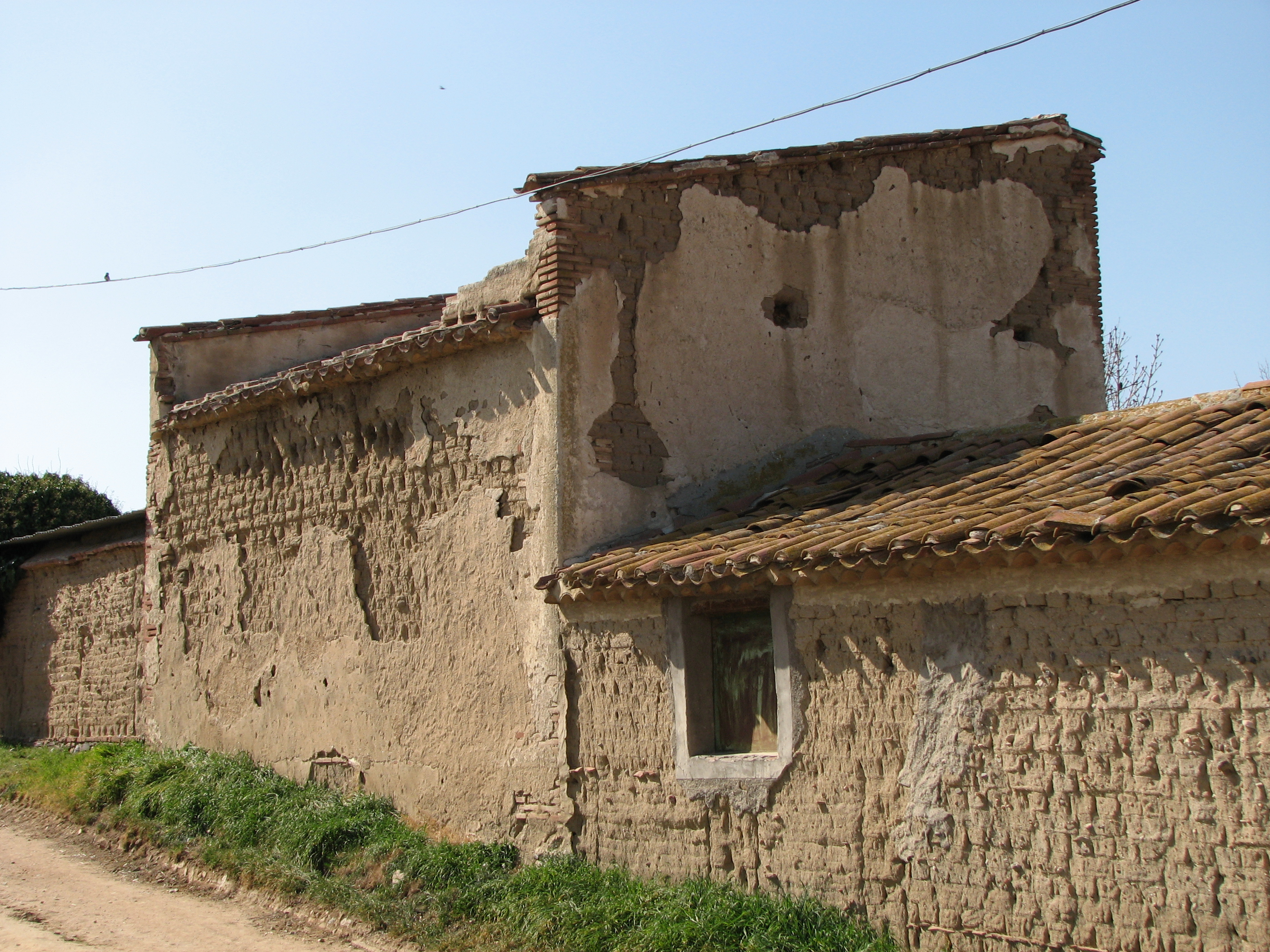
Palomar de adobe

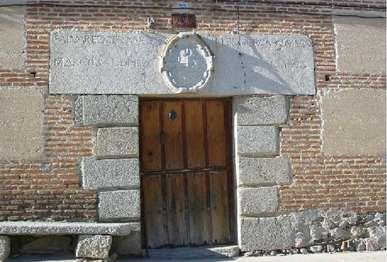
Jambas y dintel de una fachada blasonada (1870)

En último lugar, y perteneciente al sector terciario, existió un bar.
Tradicionalmente tanto las explotaciones agrícolas y ganaderas, como los diversos negocios o establecimientos industriales han sido regentados por unidades familiares, pasando de padres a hijos. Los cambios socioeconómicos y la fuerte emigración a las ciudades, junto con la fuerte industrialización ocurridos en España en el último cuarto del siglo XX provocaron que en muchos de estos negocios desaparecieran.
En los últimos años, diversos inversores de fuera del municipio han puesto en marcha nuevos proyectos de turismo rural. Cuenta el municipio con cuatro casas rurales equipadas. En ellas pueden alojarse hasta 12 personas en cada una, lo que da una capacidad total de cerca de 50 huéspedes. Estas casas disponen de piscina y están acondicionadas para discapacitados físicos.
Es de destacar que, a pesar de la ausencia de normativa municipal al respecto, las casas rurales se levantan en antiguos edificios de la localidad. Fueron respetadas las fachadas originales y se realizó su restauración conservando el aparejo clásico del municipio con ladrillo y enfoscado de cemento blanco, los blasones, los portones de madera, etc. En los casos en los que fue posible, también se conservó parte de la distribución interna con los elementos típicos de las casas.

## Cultura

### Edificios singulares
La localidad, situada en la Moraña, tiene una buenas muestras de la arquitectura típica de la zona. El aparejo morañego mezcla la piedra, el barro al natural en forma de adobe, y cocido en forma de ladrillo y teja. En las edificaciones públicas o singulares predominan los materiales más nobles, mientras domina el uso del adobe para las construcciones civiles. Las paredes de adobe solían revocarse de barro y paja y finalmente encalarse. El uso de la madera en las fachadas es menos frecuente y suele reducirse a los dinteles de puertas y ventanas. Los edificios más antiguos son buena muestra del arte mudéjar en lo que a construcción se refiere. Algunos edificios destacables que merecen una mención especial son:
- La iglesia con advocación a santo Tomas apóstol, construida en el siglo XVI con cantos rodados de la zona y ladrillo. En la fachada se combinan tramos de ladrillo visto y encalado. Destacan en su interior el retablo del siglo XVII, con madera policromada de estilo barroco, una talla de santo Tomás dorada y policromada, restaurada, un cuadro del siglo XVI de San Pedro de Alcántara y el órgano que se atribuye al maestro José Rigoli. Sin embargo, el elemento de mayor valor es la cruz procesional de plata blanca del siglo XVI que se exhibe en los principales actos religiosos en la catedral de Ávila.

- La ermita, en honor del Cristo del Humilladero, fechada en el siglo XIV construida en mampostería y ladrillo. Fue restaurada exteriormente en la década de 1990 reconstruyendo el campanario y añadiendo un soportal a la fachada delantera.

- Molino de los prados, molino hidráulico que en su día era fuente de riquezas para esa pequeña localidad. Situado a la vera de los prados municipales adyacentes al río. Este molino aprovechaba en un principio la fuerza del agua del río desviada apropiadamente a través de una represa y un canal artificial. En los últimos años de servicio su maquinaría se adaptó al funcionamiento eléctrico. Se encuentra abandonado y en estado de ruina.

- Los palomares. Son otros edificios singulares frecuentes en toda la Moraña. En Santo Tomé resisten al paso del tiempo cuatro palomares. Sólo uno de ellos dentro del casco urbano. El resto en las inmediaciones. De estos cuatro destacan los dos situados en la parte este del pueblo, cerca de los prados: el primero por su forma circular y su tamaño, el segundo por su buen estado de conservación, encofrado con ladrillo visto por el exterior, se conserva intacto en el interior.

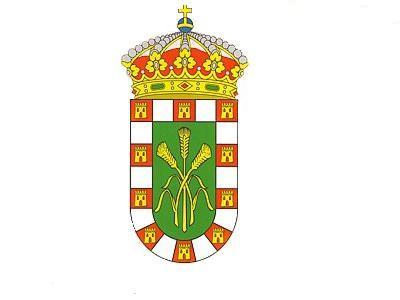
Escudo del pueblo

### Arquitectura tradicional
Casas solariegas blasonadas y edificios públicos singulares con fachadas construidas en mampostería y ladrillo encalado, así como fachadas con arcos de medio punto, recuerdo del paso árabe por la península ibérica.
Destaca la restauración de edificios conservando el aparejo típico como se ha hecho en la casa consistorial, y varias casas convertidas en alojamientos de turismo rural.

### Fiestas
| Fecha                                        | Nombre                | Nombre local     | Notas                                   |
| -------------------------------------------- | --------------------- | ---------------- | --------------------------------------- |
| 5 de febrero                                 | Fiesta de las Águedas | -                | católica                                |
| 3 de mayo                                    | La Cruz de Mayo       | fiestas de mayo  | católica                                |
| junio (variable)                             | Corpus Christi        | -                | católica                                |
| julio (primer fin de semana de...)           | Santo Tomás           | fiestas de julio | católica, patrón del pueblo             |
| agosto (generalmente en la primera quincena) | semana cultural       | -                | popular, organizada por la A.C.R.A.S.T. |

### Gastronomía
La gastronomía original recoge la riqueza de la dieta mediterránea de interior. Son productos de consumo obligado las hortalizas y legumbres de la zona, la gran variedad de carnes, los quesos, las frutas y los dulces típicos.
En el mismo pueblo, se puede degustar cordero, cabrito y cochinillo asado en horno de leña en cualquiera de los dos hornos de panadería de los que dispone Santo Tomé de Zabarcos. En los hornos se asan los platos de carne y verduras de la zona. Entre los productos de panadería se hornean distintas variedades de pan artesano: barras, panes, pan de molde, etc; se cuecen el típico hornazo y las empanadas; numerosos dulces caseros típicos de la zona: mantecados, flores, huesillos, bollas de chicharrones, pastas, etc, aparte de magdalenas y bollería más convencional. Abundan, así mismo, a pesar del rigor del clima, los árboles frutales que permiten degustar peras, manzanas, ciruelas, cerezas, membrillos y otras frutas cultivadas en la zona.
Las riberas del río han permitido su explotación tradicional como pastizales, donde alimentar al ganado del que se obtiene la carne y como huerta, donde obtener hortalizas destacando tomates, cebollas, lechugas, coliflores o repollos. Con estas hortalizas de temporada se preparan también platos típicos como el gazpacho morañego.
Es típico de Santo Tomé, y de todos los pueblos de los alrededores, la fabricación de embutidos, quesos, mermeladas, conservas, miel otra variedad de productos caseros. En muchas casas se realizaba la matanza tradicional del cerdo o matanza a secas, donde tras criar un animal todo un año es sacrificado para obtener productos de consumo fresco así como embutidos, adobos y salazones que se irán degustando a lo largo de todo el año. Son de destacar el chorizo, el salchichón, el lomo, el tocino, los chicharrones, el jamón serrano, la morcilla, etc.

## Galería de imágenes
- Wikimedia Commons alberga una galería multimedia sobre arquitectura tradicional y gastronomía de Santo Tomé de Zabarcos.